# A Real Madrid CF 2023–2024-es szezonja
A Real Madrid CF 2023–2024-es szezonja sorozatban a 93., összességében pedig a 120. idénye a spanyol első osztályban. Az előző szezon ezüstérmeseként a csapat a bajnokok ligájában is indulhatott. Az előszezon kezdetét megelőzően a Galaktikusok francia csapatkapitánya Karim Benzema a Szaúd-Arábiai El-Áttihád csapatához igazolt, így 14 év és 25 megszerzett trófea után távozott. A spanyol Marco Asensio is elhagyta a madridi csapatot és a francia Paris Saint-Germainhez igazolt. A szezon 2023. augusztus 12-én kezdődött és  2024. június 1-jén ért véget.

## Mezek
Gyártó: Adidas
mezszponzor: Emirates
| Hazai | Vendég | 3. számú |

| Kapus 1 | Kapus 2 | Kapus 3 | Kapus 4 |

## Átigazolások, szerződéshosszabbítások
2023. évi nyári átigazolási időszak, 
 2024. évi téli átigazolási időszak

### Érkezők
| Dátum               | Mezszám | Poszt       | Nemzet   | Név               | Kor | Honnan            | Szerződés megnevezése | Átigazolási időszak                 | Szerződés vége   | Átigazolás összege | forrás |
| ------------------- | ------- | ----------- | -------- | ----------------- | --- | ----------------- | --------------------- | ----------------------------------- | ---------------- | ------------------ | ------ |
| 2023. július 1.     | 20      | hátvéd      | spanyol  | Fran García       | 23  | Rayo Vallecano    | átigazolás            | 2023. évi nyári átigazolási időszak | 2025. június 30. | 5 millió €         | [ 3 ]  |
| 2023. július 1.     | –       | hátvéd      | spanyol  | Sergio Santos     | 22  | Rayo Vallecano    | kölcsönből vissza     | 2023. évi nyári átigazolási időszak | –                | –                  | –      |
| 2023. július 1.     | 5       | középpályás | angol    | Jude Bellingham   | 20  | Borussia Dortmund | átigazolás            | 2023. évi nyári átigazolási időszak | 2029. június 30. | 103 millió €       | [ 4 ]  |
| 2023. július 1.     | –       | középpályás | spanyol  | Antonio Blanco    | 22  | Alavés            | kölcsönből vissza     | 2023. évi nyári átigazolási időszak | –                | –                  | –      |
| 2023. július 1.     | –       | középpályás | spanyol  | Marvin Park       | 23  | UD Las Palmas     | kölcsönből vissza     | 2023. évi nyári átigazolási időszak | –                | –                  | –      |
| 2023. július 1.     | –       | középpályás | brazil   | Reinier           | 21  | Girona            | kölcsönből vissza     | 2023. évi nyári átigazolási időszak | –                | –                  | –      |
| 2023. július 1.     | 21      | csatár      | marokkói | Brahim Díaz       | 23  | AC Milan          | kölcsönből vissza     | 2023. évi nyári átigazolási időszak | 2027. június 30. | –                  | –      |
| 2023. július 1.     | –       | csatár      | spanyol  | Juanmi Latasa     | 22  | Getafe            | kölcsönből vissza     | 2023. évi nyári átigazolási időszak | –                | –                  | –      |
| 2023. július 1.     | 14      | csatár      | spanyol  | Joselu            | 20  | Espanyol          | kölcsönbe             | 2023. évi nyári átigazolási időszak | 2024. június 30. | 0,5 millió €       | [ 5 ]  |
| 2023. július 6.     | 24      | középpályás | török    | Arda Güler        | 18  | Fenerbahçe SK     | átigazolás            | 2023. évi nyári átigazolási időszak | 2029. június 30. | 20 millió €        | [ 6 ]  |
| 2023. augusztus 14. | 25      | kapus       | spanyol  | Kepa Arrizabalaga | 28  | Chelsea FC        | kölcsönbe             | 2023. évi nyári átigazolási időszak | 2024. június 30. | 1 millió €         | [ 7 ]  |

### Szerződéshosszabbítások
| Dátum              | Poszt       | Név               | Szerződés hossza | Szerződés vége   | Jegyzetek |
| ------------------ | ----------- | ----------------- | ---------------- | ---------------- | --------- |
| 2023. június 10.   | csatár      | Brahim Díaz       | +2 év            | 2027. június 30. | [ 8 ]     |
| 2023. június 21.   | középpályás | Toni Kroos        | +1 év            | 2024. június 30. | [ 9 ]     |
| 2023. június 22.   | hátvéd      | Nacho             | +1 év            | 2024. június 30. | [ 10 ]    |
| 2023. június 23.   | középpályás | Dani Ceballos     | +4 év            | 2027. június 30. | [ 11 ]    |
| 2023. június 26.   | középpályás | Luka Modrić       | +1 év            | 2024. június 30. | [ 12 ]    |
| 2023. október 31.  | csatár      | Vinícius Júnior   | +3 év            | 2027. június 30. | [ 13 ]    |
| 2023. november 02. | csatár      | Rodrygo           | +3 év            | 2028. június 30. | [ 14 ]    |
| 2023. november 07. | középpályás | Eduardo Camavinga | +2 év            | 2029. június 30. | [ 15 ]    |
| 2023. november 09. | középpályás | Federico Valverde | +2 év            | 2029. június 30. | [ 16 ]    |
| 2023. december 29. | vezetőedző  | Carlo Ancelotti   | +2 év            | 2029. június 30. | [ 17 ]    |
| 2024. január 23.   | hátvéd      | Éder Militão      | +3 év            | 2028. június 30. | [ 18 ]    |

### Távozók
| Dátum               | Poszt       | Név              | Hová                | Típusa              | jegyzet       |
| ------------------- | ----------- | ---------------- | ------------------- | ------------------- | ------------- |
| 2023. július 1.     | csatár      | Marco Asensio    | Paris Saint-Germain | lejárt a szerződése | [ 19 ] [ 20 ] |
| 2023. július 1.     | csatár      | Karim Benzema    | El-Áttihád          | lejárt a szerződése | [ 21 ]        |
| 2023. július 1.     | csatár      | Mariano          | Sevilla             | lejárt a szerződése | [ 22 ]        |
| 2023. július 1.     | csatár      | Eden Hazard      | Visszavonult        | közös megegyezéssel | [ 23 ]        |
| 2023. július 2.     | csatár      | Juanmi Latasa    | Getafe              | Kölcsönbe           | [ 24 ]        |
| 2023. július 15.    | hátvéd      | Jesús Vallejo    | Granada             | Kölcsönbe           | [ 25 ]        |
| 2023. július 25.    | középpályás | Antonio Blanco   | Alavés              | Átigazolás          | [ 26 ]        |
| 2023. augusztus 8.  | hátvéd      | Sergio Santos    | Real Murcia         | Átigazolás          | [ 27 ]        |
| 2023. augusztus 9.  | középpályás | Sergio Arribas   | Almería             | Átigazolás          | [ 28 ]        |
| 2023. szeptember 1. | hátvéd      | Álvaro Odriozola | Sociedad            | Átigazolás          | [ 29 ]        |
| 2023. szeptember 1. | középpályás | Reinier Jesus    | Frosinone           | Kölcsönbe           | [ 30 ]        |

## Játékoskeret
Legutóbb frissítve: 2024. január 12-én lett.
| Mezszám       | Név                 | Nemzet  | Posztok     | Szül. év (kor)                | Honnan érkezett        | Pályára lépések | Gólok   | Átigazolás ideje                    | Átigazolás vége  | átigazolás összege (€):                                      | Érték (€):   |
| Kapusok       | Kapusok             | Kapusok | Kapusok     | Kapusok                       | Kapusok                | Kapusok         | Kapusok | Kapusok                             | Kapusok          | Kapusok                                                      | Kapusok      |
| ------------- | ------------------- | ------- | ----------- | ----------------------------- | ---------------------- | --------------- | ------- | ----------------------------------- | ---------------- | ------------------------------------------------------------ | ------------ |
| 1             | Thibaut Courtois    | BEL     | kapus       | 1992. május 11. (33 éves)     | Chelsea                | 230             | 0       | 2018. augusztus 9.                  | 2026. június 30. | 35 Millió €                                                  | 35 Millió €  |
| 13            | Andrij Lunyin       | UKR     | kapus       | 1999. február 11. (26 éves)   | Zorja Luhanszk         | 27              | 0       | 2018. július 1.                     | 2025. június 30. | 8.5 Millió €                                                 | 8 Millió €   |
| 25            | Kepa Arrizabalaga   | ESP     | kapus       | 1994. október 13. (30 éves)   | Chelsea                | 17              | 0       | 2023. augusztus 14.                 | 2024. június 30. | kölcsönbe                                                    | 20 Millió €  |
| Védők         |                     |         |             |                               |                        |                 |         |                                     |                  |                                                              |              |
| 2             | Dani Carvajal       | ESP     | védő        | 1992. január 12. (33 éves)    | Bayer Leverkusen       | 394             | 10      | 2013. július 1.                     | 2025. június 30. | 6,5 Millió € az utánpótlás rendszerből került fel            | 12 Millió €  |
| 3             | Éder Militão        | BRA     | védő        | 1998. január 18. (27 éves)    | Porto                  | 143             | 11      | 2019. július 1.                     | 2025. június 30. | 50 Millió €                                                  | 70 Millió €  |
| 4             | David Alaba         | AUT     | védő        | 1992. június 24. (33 éves)    | Bayern München         | 102             | 5       | 2021. július 1.                     | 2026. június 30. | ingyen                                                       | 30 Millió €  |
| 6             | Nacho               | ESP     | védő        | 1990. január 18. (35 éves)    | Utánpótlás rendszerből | 339             | 16      | 2012. szeptember 2.                 | 2024. június 30. | az utánpótlás rendszerből került fel, csapatkapitány         | 5 Millió €   |
| 17            | Lucas Vázquez       | ESP     | védő        | 1991. július 1. (34 éves)     | Espanyol               | 331             | 34      | 2015. július 2.                     | 2024. június 30. | 1 Millió € eredetileg az utánpótlás rendszerből került fel   | 5 Millió €   |
| 20            | Fran García         | ESP     | védő        | 1999. augusztus 14. (25 éves) | Rayo Vallecano         | 19              | 0       | 2023. július 2.                     | 2027. június 30. | 5 Millió € (eredetileg az utánpótlás rendszerből került fel) | 15 Millió €  |
| 22            | Antonio Rüdiger     | GER     | védő        | 1993. március 3. (32 éves)    | Chelsea                | 78              | 4       | 2022. július 1.                     | 2026. június 30. | ingyen                                                       | 25 Millió €  |
| 23            | Ferland Mendy       | FRA     | védő        | 1995. június 8. (30 éves)     | Lyon                   | 148             | 6       | 2019. július 1.                     | 2025. június 30. | 48 Millió €                                                  | 20 Millió €  |
| Középpályások |                     |         |             |                               |                        |                 |         |                                     |                  |                                                              |              |
| 5             | Jude Bellingham     | ENG     | középpályás | 2003. június 29. (22 éves)    | Borussia Dortmund      | 23              | 17      | 2023. július 1.                     | 2029. június 30. | 103 Millió €                                                 | 180 Millió € |
| 8             | Toni Kroos          | GER     | középpályás | 1990. január 4. (35 éves)     | Bayern München         | 442             | 28      | 2014. július 17.                    | 2024. június 30. | 25 Millió €                                                  | 14 Millió €  |
| 10            | Luka Modrić         | CRO     | középpályás | 1985. szeptember 9. (39 éves) | Tottenham Hotspur      | 510             | 38      | 2012. augusztus 27.                 | 2024. június 30. | 30 Millió €, csapatkapitány-helyettes                        | 10 Millió €  |
| 12            | Eduardo Camavinga   | FRA     | középpályás | 2002. november 10. (22 éves)  | Stade Rennais          | 118             | 2       | 2021. augusztus 31.                 | 2029. június 30. | 30 Millió €                                                  | 90 Millió €  |
| 15            | Federico Valverde   | URU     | középpályás | 1998. július 22. (27 éves)    | Peñarol                | 231             | 19      | 2016. július 22.                    | 2029. június 30. | 5 Millió €                                                   | 100 Millió € |
| 18            | Aurélien Tchouaméni | FRA     | középpályás | 2000. január 27. (25 éves)    | AS Monaco              | 68              | 1       | 2022. július 1.                     | 2028. június 30. | 80 Millió €                                                  | 90 Millió €  |
| 19            | Dani Ceballos       | ESP     | középpályás | 1996. augusztus 7. (28 éves)  | Betis                  | 134             | 7       | 2017. július 14.                    | 2027. június 30. | 18 Millió €                                                  | 9 Millió €   |
| 24            | Arda Güler          | TUR     | középpályás | 2005. február 25. (20 éves)   | Fenerbahçe             | 2               | 0       | 2023. július 6.                     | 2029. június 30. | 20 Millió €                                                  | 15 Millió €  |
| Csatárok      |                     |         |             |                               |                        |                 |         |                                     |                  |                                                              |              |
| 7             | Vinícius            | -       | csatár      | 2000. július 12. (25 éves)    | Flamengo               | 240             | 65      | 2018. július 12.                    | 2027. június 30. | 45 Millió €                                                  | 150 Millió € |
| 11            | Rodrygo             | BRA     | csatár      | 2001. január 9. (24 éves)     | Santos                 | 192             | 48      | 2019. július 1.                     | 2028. június 30. | 45 Millió €                                                  | 100 Millió € |
| 14            | Joselu              | ESP     | csatár      | 1990. március 27. (35 éves)   | Espanyol               | 26              | 10      | 2023. július 1.                     | 2024. június 30. | kölcsönbe                                                    | 5 Millió €   |
| 21            | Brahim Díaz         | marokkó | csatár      | 1999. augusztus 3. (26 éves)  | AC Milan               | 41              | 8       | 2023. július 1. (kölcsönből vissza) | 2027. június 30. | 17 Millió € (2019. január 6.)                                | 20 Millió €  |

### Tartalékok akik az első csapathoz tartoznak
| #  |     | Poszt | Név             |
| -- | --- | ----- | --------------- |
| 26 | ESP | K     | Luis López      |
| 30 | ESP | K     | Fran González   |
| 31 | ESP | K     | Lucas Cañizares |
| 34 | ESP | V     | Álvaro Carrillo |
| 36 | BRA | V     | Vinicius Tobias |
| 37 | ESP | KP    | Edgar Pujol     |
| 33 | ESP | CS    | Gonzalo García  |

### Kölcsönben
| # |     | Poszt | Név                                                         |
| - | --- | ----- | ----------------------------------------------------------- |
| — | ESP | V     | Jesús Vallejo (kölcsönben a Granadanál 2024. június 30-ig)  |
| — | ESP | V     | Pablo Ramón (kölcsönben a Mirandésnél 2024. június 30-ig)   |
| — | ESP | V     | Rafa Marín (kölcsönben az Alavésnél 2024. június 30-ig)     |
| — | BRA | KP    | Reinier (kölcsönben a Frosinonenél 2024. június 30-ig)      |
| — | ESP | CS    | Marvin Park (kölcsönben a Las Palmasnál 2024. június 30-ig) |
| — | ESP | CS    | Juanmi Latasa (kölcsönben a Getafenél 2024. június 30-ig)   |

## Szakmai stáb
2021. augusztus 14-én lett frissítve.
| Vezetőedző          | Carlo Ancelotti             |
| Segédedző           | Davide Ancelotti            |
| Teknikai segédedző  | Francesco Mauri             |
| Kapusedző           | Luis Llopis                 |
| Erőnléti vezetőedző | Antonio Pintus              |
| Erőnléti edző       | Javier Mallo                |
| Rehabilitációs edző | José Carlos García Parrales |
| Videó elemző        | Simone Montanaro            |

## Vezetőség
| Elnök                                                              | Florentino Pérez                                                                  |
| Alelnök                                                            | Fernando Fernández Tapias (elhunyt) Eduardo Fernández de Blas Pedro López Jiménez |
| Tiszteletbeli elnök                                                | Pirri                                                                             |
| A Real Madrid Alapítvány Vezérigazgató                             | Emilio Butragueño                                                                 |
| A Real Madrid Alapítvány Vezérigazgató-helyettes/Elnök tanácsadója | Iker Casillas                                                                     |
| Marketing menedzsment                                              | Roberto Carlos                                                                    |

## Felkészülési mérkőzések
| 2023. július 23. 04:00 |

| Real Madrid                   | 3 – 2               | Milan                     |
| ----------------------------- | ------------------- | ------------------------- |
| Valverde 57' 59' Vinícius 84' | (0 – 2) Jegyzőkönyv | 25' Tomori 42' 47' Romero |

| Rose Bowl, Los Angeles, Egyesült Államok Nézőszám: 70 814 Játékvezető: Timothy Ford (amerikai) |

| 2023. július 26. 02:30 |

| Manchester United                      | 2 – 0               | Real Madrid                |
| -------------------------------------- | ------------------- | -------------------------- |
| Bellingham 6' Camavinga 70' Joselu 89' | (1 – 0) Jegyzőkönyv | 42' Martínez 81' Fernandes |

| NRG Stadion, Houston, Egyesült Államok Nézőszám: 67 801 Játékvezető: Lukasz Szpala (amerikai) |

| 2023. július 29. 23:00, El Clásico |

| Barcelona                          | 3 – 0               | Real Madrid |
| ---------------------------------- | ------------------- | ----------- |
| Dembélé 15' López 85' Torres 90+1' | (1 – 0) Jegyzőkönyv |             |

| AT&T Stadion, Arlington, Egyesült Államok Nézőszám: 82 026 Játékvezető: Allen Chapman (amerikai) |

| 2023. augusztus 3. 01:30 |

| Juventus                        | 3 – 1               | Real Madrid  |
| ------------------------------- | ------------------- | ------------ |
| Kean 1' Weah 20' Vlahović 90+5' | (2 – 1) Jegyzőkönyv | 38' Vinícius |

| Camping World Stadion, Orlando, Egyesült Államok Nézőszám: 63 503 Játékvezető: Ismail Elfath (amerikai) |

## La Liga

### Augusztus
| 2023. augusztus 12. 1. | Athletic Bilbao | 0 – 2               | Real Madrid                          | Bilbao                                                                               |  |
| 21:30                  |                 | (0 – 2) Jegyzőkönyv | 28' Rodrygo 36' Bellingham 76' Alaba | Stadion: San Mamés Stadion Nézőszám: 48 927 Játékvezető: Jesús Gil Manzano (spanyol) |  |

| 2023. augusztus 19. 2. | Almería              | 1 – 3               | Real Madrid                         | Almería                                                                                                 |  |
| 19:30                  | Arribas 3' Chumi 59' | (1 – 1) Jegyzőkönyv | 19' 60' Bellingham 73' Vinícius Jr. | Stadion: Mediterrán Játékok Stadion Nézőszám: 17 561 Játékvezető: José María Sánchez Martínez (spanyol) |  |

| 2023. augusztus 27. 3. | Celta Vigo            | 0 – 1               | Real Madrid                                        | Vigo                                                                                            |  |
| 21:30                  | Aspas 67' Tapia 90+4' | (0 – 0) Jegyzőkönyv | 71' Kroos 81' Bellingham 90+3' Rüdiger 90+6' Nacho | Stadion: Balaídos Stadion Nézőszám: 23 057 Játékvezető: Isidro Díaz de Mera Escuderos (spanyol) |  |

### Szeptember
| 2023. szeptember 2. 4. | Real Madrid                                         | 2 – 1               | Getafe                                                                            | Madrid                                                                                        |  |
| 16:15                  | Rüdiger 45+3' Joselu 47' Kroos 51' Bellingham 90+5' | (0 – 1) Jegyzőkönyv | 7' Juanmi Latasa 11', 87' Mayoral 68' Soria 81' Iglesias 83' Gastón 90+4' Carmona | Stadion: Santiago Bernabéu stadion Nézőszám: 66 747 Játékvezető: Mario Melero López (spanyol) |  |

| 2023. szeptember 17. 5. | Real Madrid             | 2 – 1               | Real Sociedad  | Madrid                                                                                      |  |
| 21:00                   | Valverde 46' Joselu 60' | (0 – 1) Jegyzőkönyv | 5' Barrenetxea | Stadion: Santiago Bernabéu stadion Nézőszám: 70 092 Játékvezető: César Soto Grado (spanyol) |  |

| 2023. szeptember 24. 6. | Atlético Madrid                            | 3 – 1               | Real Madrid                                     | Madrid                                                                                       |  |
| 21:00                   | Morata 4', 46' Griezmann 18' Giménez 45+1' | (2 – 1) Jegyzőkönyv | 35' Kroos 45' Modrić 67' Mendy 90+5' Bellingham | Stadion: Cívitas Metropolitano Nézőszám: 69 082 Játékvezető: Javier Alberola Rojas (spanyol) |  |

| 2023. szeptember 27. 7. | Real Madrid             | 2 – 0               | Las Palmas | Madrid                                                                                               |  |
| 19:00                   | Brahim 45+3' Joselu 54' | (1 – 0) Jegyzőkönyv | 79' Coco   | Stadion: Santiago Bernabéu stadion Nézőszám: 65 017 Játékvezető: José Luis Munuera Montero (spanyol) |  |

| 2023. szeptember 30. 8. | Girona | 0 – 3               | Real Madrid                                                                 | Girona                                                                                     |  |
| 18:30                   |        | (0 – 2) Jegyzőkönyv | 17' Joselu 21' Tchouaméni 71' Bellingham 84' Kepa 90+4′ Nacho 90+5' Rüdiger | Stadion: Estadi Montilivi Nézőszám: 14 184 Játékvezető: Juan Luis Pulido Santana (spanyol) |  |

### Október
| 2023. október 7. 9. | Real Madrid                                                           | 4 – 0               | Osasuna | Madrid                                                                                                |  |
| 16:15               | Bellingham 9', 54' Rüdiger 40' Tchouaméni 59' Vinícius 65' Joselu 70' | (1 – 0) Jegyzőkönyv |         | Stadion: Santiago Bernabéu stadion Nézőszám: 70 864 Játékvezető: Guillermo Cuadra Fernández (spanyol) |  |

| 2023. október 21. 10. | Sevilla                                                            | 1 – 1               | Real Madrid                               | Sevilla                                                                                             |  |
| 18:30                 | Alaba 74' Ramos 76' Navas 78' Ocampos 85' Soumaré 87' Lamela 90+7' | (0 – 0) Jegyzőkönyv | 78' Carvajal 85' Vinícius 90+4' Camavinga | Stadion: Ramón Sánchez-Pizjuán Nézőszám: 41 212 Játékvezető: Ricardo de Burgos Bengoetxea (spanyol) |  |

| 2023. október 28. 11. | Barcelona                           | 1 – 2               | Real Madrid                        | Barcelona                                                                                        |  |
| 16:15, El Clásico     | Gündoğan 6' Fermín 17' Torres 45+2' | (1 – 0) Jegyzőkönyv | 61' Carvajal 68', 90+2' Bellingham | Stadion: Estadi Olímpic Lluís Companys Nézőszám: 50 112 Játékvezető: Jesús Gil Manzano (spanyol) |  |

### November
| 2023. november 5. 12. | Real Madrid                              | 0 – 0               | Rayo Vallecano                                                 | Madrid                                                                                           |  |
| 21:00                 | Camavinga 62' Vinícius 74' Rüdiger 90+6' | (0 – 0) Jegyzőkönyv | 44' Rațiu 57' Ciss 88' Trejo 90+1' Dimitrievszki 90+6' Lejeune | Stadion: Santiago Bernabéu stadion Nézőszám: 70 220 Játékvezető: Juan Martínez Munuera (spanyol) |  |

| 2023. november 11. 13. | Real Madrid                                                | 5 – 1               | Valencia                                      | Madrid                                                                                                 |  |
| 21:00                  | Carvajal 3' Vinícius 42' 49' Rodrygo 50' 84' Camavinga 62' | (2 – 0) Jegyzőkönyv | 34' Pepelu 56' Foulquier 56' Gabriel 88' Duro | Stadion: Santiago Bernabéu stadion Nézőszám: 72 475 Játékvezető: José María Sánchez Martínez (spanyol) |  |

| 2023. november 26. 14. | Cádiz                                 | 0 – 3               | Real Madrid                                                       | Cádiz                                                                                        |  |
| 18:30                  | Alejo 67' Fernández 70' Hernández 71' | (0 – 1) Jegyzőkönyv | 3' Valverde 14', 64' Rodrygo 32' Mendy 74' Bellingham 84' Rüdiger | Stadion: Nuevo Mirandilla Nézőszám: 20 335 Játékvezető: Guillermo Cuadra Fernández (spanyol) |  |

### December
| 2023. december 2. 15. | Real Madrid                                       | 2 – 0               | Granada    | Madrid                                                                                            |  |
| 18:30                 | Rüdiger 22' Bellingham 22' Brahim 26' Rodrygo 57' | (1 – 0) Jegyzőkönyv | 77' Gumbau | Stadion: Santiago Bernabéu stadion Nézőszám: 70 685 Játékvezető: Pablo González Fuertes (spanyol) |  |

| 2023. december 09. 16. | Real Betis               | 1 – 1               | Real Madrid                   | Sevilla                                                                                     |  |
| 16:15                  | Ruibal 66' 78' Pérez 82' | (0 – 0) Jegyzőkönyv | 53' Bellingham 90+6' Ceballos | Stadion: Benito Villamarín Stadion Nézőszám: 52 756 Játékvezető: César Soto Grado (spanyol) |  |

| 2023. december 17. 17. | Real Madrid                                                          | 4 – 1               | Villarreal                                   | Madrid                                                                                            |  |
| 21:00                  | Bellingham 25', 67' Rodrygo 37' Brahim 64' Modrić 68' Tchouaméni 83' | (2 – 0) Jegyzőkönyv | 54' Morales 67' Alti 74' Akhomach 74' Capoue | Stadion: Santiago Bernabéu stadion Nézőszám: 70 500 Játékvezető: Jorge Figueroa Vázquez (spanyol) |  |

| 2023. december 21. 18. | Alavés                            | 0 – 1               | Real Madrid                            | Vitoria-Gasteiz                                                                                      |  |
| 21:30                  | Duarte 45' López 83' Tenaglia 90' | (0 – 0) Jegyzőkönyv | 54′ Nacho 84' Bellingham 90+2' Vázquez | Stadion: Mendizorrotza stadion Nézőszám: 19 275 Játékvezető: Isidro Díaz de Mera Escuderos (spanyol) |  |

### Január
| 2024. január 3. 19. | Real Madrid                          | 1 – 0               | Mallorca                                  | Madrid                                                                                          |  |
| 19:15               | Rodrygo 35' Lunyin 45+2' Rüdiger 78' | (0 – 0) Jegyzőkönyv | 1' Van der Heyden 60' Nastasić 70' Maffeo | Stadion: Santiago Bernabéu stadion Nézőszám: 72 394 Játékvezető: Alejandro Muñiz Ruiz (spanyol) |  |

| 2024. január 21. 20. | Real Madrid                                                                                  | 3 – 2               | Almería                                                            | Madrid                                                                                               |  |
| 16:15                | Bellingham 57' (11-esből), 90+11' Vinícius Júnior 67' Camavinga 90+8' Carvajal 90+9', 90+10' | (0 – 2) Jegyzőkönyv | 1', 52' Ramazani 43', 84' González 64' Lopy 75' Pozo 90+11' Suárez | Stadion: Santiago Bernabéu stadion Nézőszám: 72 044 Játékvezető: Francisco Hernández Maeso (spanyol) |  |

| 2024. január 27. 21. | Las Palmas                                 | 1 – 2               | Real Madrid                                                        | Las Palmas                                                                             |  |
| 16:15                | Muñoz 53', 82' Rodríguez 55' Perrone 90+5' | (0 – 0) Jegyzőkönyv | 5' Rodrygo 65' Vinícius 84' Tchouaméni 90+7' Mendy 90+9' Camavinga | Stadion: Estadio Gran Canaria Nézőszám: 32 037 Játékvezető: César Soto Grado (spanyol) |  |

### Február
| 2024. február 01. 22. | Getafe    | 0 – 2               | Real Madrid                                | Getafe                                                                                                |  |
| 21:00                 | Djené 26' | (0 – 1) Jegyzőkönyv | 14', 56' Joselu 30' Mendy 90+2' Tchouaméni | Stadion: Colosseum Alfonso Pérez Nézőszám: 15 264 Játékvezető: Ricardo de Burgos Bengoetxea (spanyol) |  |

| 2024. február 04. 23. | Real Madrid | 1 – 1               | Atlético Madrid                                             | Madrid                                                                                                 |  |
| 21:00                 | Brahim 20'  | (1 – 0) Jegyzőkönyv | 37' Saúl 38' Hermoso 85' Barrios 90+3' Llorente 90+5' Depay | Stadion: Santiago Bernabéu stadion Nézőszám: 76 732 Játékvezető: José María Sánchez Martínez (spanyol) |  |

| 2024. február 10. 24. | Real Madrid                                           | 4 – 0               | Girona               | Madrid                                                                                           |  |
| 18:30                 | Vinícius 6' Bellingham 35', 54' Rodrygo 61' Mendy 76' | (2 – 0) Jegyzőkönyv | 21' Juanpe 68' Couto | Stadion: Santiago Bernabéu stadion Nézőszám: 76 585 Játékvezető: Juan Martínez Munuera (spanyol) |  |

| 2024. február 18. 25. | Rayo Vallecano          | 1 – 1               | Real Madrid                     | Madrid                                                                         |  |
| 14:00                 | De Tomás 27' (11-esből) | (1 – 1) Jegyzőkönyv | 3' Joselu 90+3′, 90+5′ Carvajal | Stadion: Vallecas Nézőszám: 14 364 Játékvezető: Alejandro Muñiz Ruiz (spanyol) |  |

| 2024. február 25. 26. | Real Madrid          | 1 – 0               | Sevilla                            | Madrid                                                                                                   |  |
| 21:00                 | Kroos 35' Modrić 81' | (0 – 0) Jegyzőkönyv | 70' Ocampos 90+1' Nianzou 90+' Sow | Stadion: Santiago Bernabéu stadion Nézőszám: 74 969 Játékvezető: Isidro Díaz de Mera Escuderos (spanyol) |  |

### Március
| 2024. március 2. 27. | Valencia                                | 2 – 2               | Real Madrid                                                         | Valencia                                                                            |  |
| 21:00                | Jaremcsuk 4', 30' Duro 27' Diakhaby 83' | (2 – 1) Jegyzőkönyv | 45+5', 72', 76' Vinícius 80' Valverde 90+9' Joselu 90+9′ Bellingham | Stadion: Estadio Mestalla Nézőszám: 47 427 Játékvezető: Jesús Gil Manzano (spanyol) |  |

| 2024. március 10. 28. | Real Madrid                                       | 4 – 0               | Celta Vigo | Madrid                                                                                        |  |
| 18:30                 | Vinícius 21' Guaita 79' Domínguez 88' Güler 90+4' | (1 – 0) Jegyzőkönyv |            | Stadion: Santiago Bernabéu stadion Nézőszám: 73 644 Játékvezető: Mario Melero López (spanyol) |  |

| 2024. március 16. 29. | Osasuna                | 2 – 4               | Real Madrid                            | Pamplona                                                                        |  |
| 16:15                 | Budimir 7' Muñoz 90+1' | (1 – 2) Jegyzőkönyv | 4', 64' Vinícius 18' Daniel 61' Brahim | Stadion: El Sadar Nézőszám: 22 430 Játékvezető: Juan Martínez Munuera (spanyol) |  |

| 2024. március 31. 30. | Real Madrid     | 2 – 0               | Athletic Bilbao | Madrid                                                                                           |  |
| 21:00                 | Rodrygo 8', 73' | (1 – 0) Jegyzőkönyv |                 | Stadion: Santiago Bernabéu stadion Nézőszám: 72 991 Játékvezető: Javier Alberola Rojas (spanyol) |  |

### Április
| 2024. április 13. 31. | Mallorca | 0 – 1               | Real Madrid    | Palma, Mallorca                                                                               |  |
| 18:30                 |          | (0 – 0) Jegyzőkönyv | 48' Tchouaméni | Stadion: Estadio Mestalla Nézőszám: 23 244 Játékvezető: José María Sánchez Martínez (spanyol) |  |

| 2024. április 21. 32. | Real Madrid                                          | 3 – 2               | Barcelona                 | Madrid                                                                                      |  |
| 21:00, El Clásico     | Vinícius 18' (11-esből) Vázquez 73' Bellingham 90+1' | (1 – 1) Jegyzőkönyv | 6' Christensen 69' Fermín | Stadion: Santiago Bernabéu stadion Nézőszám: 77 981 Játékvezető: César Soto Grado (spanyol) |  |

| 2024. április 26. 33. | Real Sociedad | 0 – 1               | Real Madrid | San Sebastián                                                                             |  |
| 21:00                 |               | (0 – 1) Jegyzőkönyv | 29' Güler   | Stadion: Estadio Anoeta Nézőszám: 37 109 Játékvezető: José Luis Munuera Montero (spanyol) |  |

### Május
| 2024. május 4. 34. | Real Madrid                            | 0 – 0               | Cádiz | Madrid                                                                                                |  |
| 16:15              | Brahim 51' Bellingham 68' Joselu 90+3' | (3 – 0) Jegyzőkönyv |       | Stadion: Santiago Bernabéu stadion Nézőszám: 72 654 Játékvezető: Javier Iglesias Villanueva (spanyol) |  |

| 2024. május 11. 35. | Granada | 0 – 4               | Real Madrid                            | Granada                                                                                               |  |
| 18:30               |         | (0 – 2) Jegyzőkönyv | 38' García 45+2' Güler 49', 58' Brahim | Stadion: Nuevo Estadio de Los Cármenes Nézőszám: 20 058 Játékvezető: Pablo González Fuertes (spanyol) |  |

| 2024. május 14. 36. | Real Madrid                                               | 5 – 0               | Alavés | Madrid                                                                          |  |
| 21:30               | Bellingham 10' Vinícius 27', 70' Valverde 45+1' Güler 81' | (3 – 0) Jegyzőkönyv | 68 954 | Stadion: Santiago Bernabéu stadion Játékvezető: Mateo Busquets Ferrer (spanyol) |  |

| 2024. május 19. 37. | Villarreal                 | 4 – 4               | Real Madrid                               | Villarreal                                                                                         |  |
| 19:00               | Sørloth 39', 48', 52', 56' | (1 – 4) Jegyzőkönyv | 14', 45+2' Güler, 30' Joselu, 40' Vázquez | Stadion: Estadio El Madrigal Nézőszám: 21 671 Játékvezető: Alejandro Hernández Hernández (spanyol) |  |

| 2024. május 25. 38. | Real Madrid | 0 – 0       | Real Betis | Madrid                                                                                                   |  |
| 21:00               |             | Jegyzőkönyv |            | Stadion: Santiago Bernabéu stadion Nézőszám: 73 614 Játékvezető: Isidro Díaz de Mera Escuderos (spanyol) |  |

## Tabella
| Hely. | Csapat          | M  | Gy | D  | V  | G+ | G– | Gk  | P  | Továbbjutás vagy kiesés    |
| ----- | --------------- | -- | -- | -- | -- | -- | -- | --- | -- | -------------------------- |
| 1.    | Real Madrid (B) | 38 | 29 | 8  | 1  | 87 | 26 | +61 | 95 | Bajnokok Ligája-csoportkör |
| 2.    | BarcelonaCV     | 38 | 26 | 7  | 5  | 79 | 44 | +35 | 85 | Bajnokok Ligája-csoportkör |
| 3.    | Girona          | 38 | 25 | 6  | 7  | 85 | 46 | +39 | 81 | Bajnokok Ligája-csoportkör |
| 4.    | Atlético Madrid | 38 | 24 | 4  | 10 | 70 | 43 | +27 | 76 | Bajnokok Ligája-csoportkör |
| 5.    | Athletic Bilbao | 38 | 19 | 11 | 8  | 61 | 37 | +24 | 68 | Európa-liga-csoportkör     |

## Spanyol kupa (Copa del Rey, királykupa)
| 2024. január 6. 21:30 |

| Arandina                                      | 1 – 3               | Real Madrid                                    |
| --------------------------------------------- | ------------------- | ---------------------------------------------- |
| Pesca 54' Rally 76' Rodríguez 83' Nacho 90+3' | (0 – 0) Jegyzőkönyv | 54' (11-esből) Joselu 55' Brahim 90+1' Rodrygo |

| El Montecillo, Aranda de Duero Nézőszám: 9 500 Játékvezető: Víctor García Verdura (spanyol) |

| 2024. január 18. 21:30, nyolcaddöntők |

| Atlético Madrid                                                                                          | 4 – 2 (h.u.)        | Real Madrid                                                                                             |
| --- | ------------------- | --- |
| Lino 39' Morata 57', 58' Hermoso 68' De Paul 78' Koke 80' Griezmann 100', 101' Witsel 113' Riquelme 119' | (2 – 2) Jegyzőkönyv | 45' Vinícius 45+1' Oblak 56' Camavinga 68' Brahim 82' Joselu 85' Tchouaméni 87' Bellingham 89' Carvajal |

| Cívitas Metropolitano, Madrid Nézőszám: 69 500 Játékvezető: Guillermo Cuadra Fernández (spanyol) |

## Spanyol szuperkupa (Supercopa de España)
| 2024. január 10. 20:00, elődöntők |

| Real Madrid                                                                    | 5 – 3 (h. u.)       | Atlético Madrid                      |
| ------------------------------------------------------------------------------ | ------------------- | ------------------------------------ |
| Rüdiger 20' Mendy 29' Carvajal 85' Joselu 116' Brahim 120+2' Tchouaméni 120+3' | (3 – 3) Jegyzőkönyv | 6' Hermoso 37' Griezmann 78' Rüdiger |

| KSU Stadion, Rijád, Szaúd-Arábia Nézőszám: 25 000 Játékvezető: Javier Alberola Rojas (spanyol) |

| 2024. január 14. 22:00, döntő, El Clásico |

| Real Madrid                                                  | 4 – 1               | Barcelona                                          |
| ------------------------------------------------------------ | ------------------- | -------------------------------------------------- |
| Vinícius 7', 10', 39' Bellingham 43' Rüdiger 62' Rodrygo 64' | (3 – 1) Jegyzőkönyv | 33' Robert Lewandowski 37′, 71′ Araújo 40' Roberto |

| KSU Stadion, Rijád, Szaúd-Arábia Nézőszám: 23 977 Játékvezető: Juan Martínez Munuera (spanyol) |

## Bajnokok Ligája

### C csoport
| Hely. | Csapat           | M | Gy | D | V | G+ | G– | Gk | P  | Továbbjutás                                      |  | RMA | NAP | BRA | UNB |
| ----- | ---------------- | - | -- | - | - | -- | -- | -- | -- | ------------------------------------------------ |  | --- | --- | --- | --- |
| 1.    | Real Madrid (T)  | 6 | 6  | 0 | 0 | 16 | 7  | +9 | 18 | Továbbjut a nyolcaddöntőbe                       |  | —   | 4–2 | 1–0 | 1–0 |
| 2.    | Napoli (T)       | 6 | 3  | 1 | 2 | 10 | 9  | +1 | 10 | Továbbjut a nyolcaddöntőbe                       |  | 2–3 | —   | 2–0 | 1–1 |
| 3.    | Braga (K)        | 6 | 1  | 1 | 4 | 6  | 12 | −6 | 4  | Átkerül az Európa-liga nyolcaddöntő rájátszásába |  | 1–2 | 1–2 | —   | 1–1 |
| 4.    | Union Berlin (K) | 6 | 0  | 2 | 4 | 6  | 10 | −4 | 2  |                                                  |  | 2–3 | 0–1 | 2–3 | —   |

| 2023. szeptember 20. 18:45 |

| Real Madrid      | 1–0               | Union Berlin |
| ---------------- | ----------------- | ------------ |
| Bellingham 90+4' | (0–0) Jegyzőkönyv |              |

| Santiago Bernabéu, Madrid Nézőszám: 65 207 Játékvezető: Espen Eskås (norvég) |

| 2023. október 3. 21:00 |

| Napoli                                | 2 – 3             | Real Madrid                           |
| ------------------------------------- | ----------------- | ------------------------------------- |
| Østigård 19' Zieliński 54' (11-esből) | (1–2) Jegyzőkönyv | 27' Vinícius 34' Bellingham 78' Meret |

| Diego Armando Maradona Stadion, Nápoly Nézőszám: 51 649 Játékvezető: Clément Turpin (francia) |

| 2023. október 24. 21:00 (20:00 WEST) |

| Braga     | 1 – 3               | Real Madrid                                          |
| --------- | ------------------- | ---------------------------------------------------- |
| Djaló 63' | (0 – 1) Jegyzőkönyv | 16' Rodrygo 61' Bellingham 72' Camavinga 90+3' Nacho |

| Estádio Municipal de Braga, Braga Nézőszám: 29 820 Játékvezető: Michael Oliver (angol) |

| 2023. november 8. 21:00 |

| Real Madrid                                    | 3 – 0               | Braga |
| ---------------------------------------------- | ------------------- | ----- |
| Vázquez 4' Brahim 27' Vinícius 58' Rodrygo 61' | (1 – 0) Jegyzőkönyv |       |

| Santiago Bernabéu, Madrid Nézőszám: 68 509 Játékvezető: Halil Umut Meler (török) |

| 2023. november 29. 21:00 |

| Real Madrid                                     | 4 – 2               | Napoli                                               |
| ----------------------------------------------- | ------------------- | ---------------------------------------------------- |
| Rodrygo 11' Bellingham 22' Paz 84' Joselu 90+4' | (2 – 1) Jegyzőkönyv | 9' Simeone 47' Z. Anguissa 49' Zieliński 90' Cajuste |

| Santiago Bernabéu, Madrid Nézőszám: 73 562 Játékvezető: François Letexier (francia) |

| 2023. december 12. 21:00 |

| Union Berlin                                    | 2 – 3       | Real Madrid                                           |
| ----------------------------------------------- | ----------- | ----------------------------------------------------- |
| Khedira 35' Volland 45+1' Laïdouni 76' Král 85' | Jegyzőkönyv | 35' Bellingham 55' Alaba 61', 72' Joselu 89' Ceballos |

| Olimpiai Stadion, Berlin Nézőszám: 73 420 Játékvezető: Rade Obrenovič (szlovén) |

### Nyolcaddöntők
| 2024. február 13. 21:00 |

| RB Leipzig | 0 – 1               | Real Madrid |
| ---------- | ------------------- | ----------- |
|            | (0 – 0) Jegyzőkönyv | 48' Brahim  |

| Red Bull Arena, Lipcse Nézőszám: 45 028 Játékvezető: Irfan Peljto (bosnyák) |

| 2024. március 6. 21:00 |

| Real Madrid  | 1 – 1       | RB Leipzig |
| ------------ | ----------- | ---------- |
| Vinícius 65' | Jegyzőkönyv | 68' Orbán  |

| Santiago Bernabéu, Madrid Nézőszám: 76 126 Játékvezető: Davide Massa (olasz) |

### Negyeddöntők
| 2024. április 09. 21:00 |

| Real Madrid                       | 3 – 3               | Manchester City                 |
| --------------------------------- | ------------------- | ------------------------------- |
| Dias 12' Rodrygo 14' Valverde 79' | (2 – 1) Jegyzőkönyv | 2' Silva 66' Foden 71' Gvardiol |

| Santiago Bernabéu, Madrid Nézőszám: 76 680 Játékvezető: François Letexier (francia) |

| 2024. április 17. 21:00 |

| Manchester City                     | 1 – 1 (összesítettben:4-4) (h. u.) | Real Madrid                             |
| ----------------------------------- | ---------------------------------- | --------------------------------------- |
| De Bruyne 76'                       | (0 – 1) Jegyzőkönyv                | 12' Rodrygo                             |
| Büntetőpárbaj                       |                                    |                                         |
| Álvarez Silva Kovačić Foden Ederson | 3–4                                | Modrić Bellingham Vázquez Nacho Rüdiger |

| Etihad Stadion, Manchester Nézőszám: 52 306 Játékvezető: Daniele Orsato (olasz) |

### Elődöntők
| 2024. április 30. 21:00 |

| Bayern München               | 2 – 2               | Real Madrid                  |
| ---------------------------- | ------------------- | ---------------------------- |
| Sané 53' Kane 57' (11-esből) | (0 – 1) Jegyzőkönyv | 24', 83' (11-esből) Vinícius |

| Allianz Arena, München, Németország Nézőszám: 75 000 Játékvezető: Clément Turpin (francia) |

| 2024. május 08. 21:00 |

| Real Madrid       | 2 – 1               | Bayern München |
| ----------------- | ------------------- | -------------- |
| Joselu 88', 90+1' | (0 – 0) Jegyzőkönyv | 68' Davies     |

| Santiago Bernabéu stadion, Madrid, Spanyolország Nézőszám: 76 579 Játékvezető: Szymon Marciniak (lengyel) |

### Döntő
| 2024. június 01. 21:00 |

| Borussia Dortmund | 0 – 2               | Real Madrid               |
| ----------------- | ------------------- | ------------------------- |
|                   | (0 – 0) Jegyzőkönyv | 74' Carvajal 83' Vinícius |

| Wembley Stadion, London, Anglia Nézőszám: 86 212 Játékvezető: Slavko Vinčić (szlovén) |

## Statisztika
Legutóbb frissítve: 2024. június 01-jén lett.
| Kiírás             | Statisztikák | Statisztikák | Statisztikák | Statisztikák | Statisztikák | Statisztikák | Statisztikák | Kezdő forduló/ helyezés | Végső forduló/ helyezés | Mérkőzések dátumai   | Mérkőzések dátumai | Mérkőzések dátumai |
| Kiírás             | M            | GY           | D            | V            | LG–KG        | GK           | Gy %         | Kezdő forduló/ helyezés | Végső forduló/ helyezés | Első                 | Utolsó             | Következő          |
| ------------------ | ------------ | ------------ | ------------ | ------------ | ------------ | ------------ | ------------ | ----------------------- | ----------------------- | -------------------- | ------------------ | ------------------ |
| La Liga            | 38           | 29           | 08           | 01           | 87 – 26      | +61          | 76.32%       | 3.                      | Győztes                 | 2023. augusztus 12.  | 2024. május 25.    | -                  |
| Spanyol kupa       | 02           | 01           | 0            | 01           | 5 – 5        | +2           | 50.00%       | (legjobb 32)            | Nyolcaddöntők           | 2024. január 6.      | 2024. január 18.   | -                  |
| spanyol szuperkupa | 02           | 02           | 0            | 0            | 9 – 4        | +5           | 100.00%      | Elődöntő                | Győztes                 | 2024. január 10.     | 2024. január 14.   |                    |
| Bajnokok ligája    | 013          | 09           | 04           | 0            | 28 – 15      | +13          | 69.23%       | (csoportkör)            | Győztes                 | 2023. szeptember 20. | 2024. június 01.   | -                  |
| Összesen           | 55           | 041          | 012          | 02           | 129 – 50     | +79          | 74,55%       | –                       | –                       | –                    | –                  | –                  |

### Helyezések fordulónként
| Forduló  | 1  | 2  | 3  | 4  | 5  | 6  | 7  | 8  | 9  | 10 | 11 | 12 | 13 | 14 | 15 | 16 | 17 | 18 | 19 | 20 | 21 | 22 | 23 | 24 | 25 | 26 | 27 | 28 | 29 | 30 | 31 | 32 | 33 | 34 | 35 | 36 | 37 | 38 |
| -------- | -- | -- | -- | -- | -- | -- | -- | -- | -- | -- | -- | -- | -- | -- | -- | -- | -- | -- | -- | -- | -- | -- | -- | -- | -- | -- | -- | -- | -- | -- | -- | -- | -- | -- | -- | -- | -- | -- |
| Helyszín | I  | I  | I  | O  | 0  | I  | O  | I  | O  | I  | I  | O  | O  | I  | I  | O  | O  | I  | O  | O  | I  | I  | O  | O  | I  | O  | I  | O  | I  | O  | I  | O  | I  | O  | I  | O  | I  | O  |
| Eredmény | GY | GY | GY | GY | GY | V  | GY | GY | GY | D  | GY | D  | GY | GY | GY | D  | GY | GY | GY | GY | GY | GY | D  | GY | D  | GY | D  | GY | GY | GY | GY | GY | GY | GY | GY | GY | D  | D  |
| Helyezés | 3. | 1. | 1. | 1. | 1. | 3. | 2. | 1. | 1. | 1. | 1. | 2. | 2. | 1. | 1. | 2. | 2. | 1. | 1. | 1. | 1. | 1. | 1. | 1. | 1. | 1. | 1. | 1. | 1. | 1. | 1. | 1. | 1. | 1. | 1. | 1. | 1. | 1. |

Helyszín: O = Otthon; I = Idegenben. Eredmény: GY = Győzelem; D = Döntetlen; V = Vereség.

### Keret statisztika
Legutóbb frissítve: 2024. június 01-jén lett.
| Mezszám                                    | Poszt | Név                 | Bajnokság     | Bajnokság | Spanyol kupa  | Spanyol kupa | Spanyol szuperkupa | Spanyol szuperkupa | Bajnokok Ligája | Bajnokok Ligája | Összesen      | Összesen |
| Mezszám                                    | Poszt | Név                 | Pályára lépés | Gól       | Pályára lépés | Gól          | Pályára lépés      | Gól                | Pályára lépés   | Gól             | Pályára lépés | Gól      |
| ------------------------------------------ | ----- | ------------------- | ------------- | --------- | ------------- | ------------ | ------------------ | ------------------ | --------------- | --------------- | ------------- | -------- |
| 1                                          | GK    | Thibaut Courtois    | 4             | 0         | 0             | 0            | 0                  | 0                  | 1               | 0               | 5             | 0        |
| 2                                          | DF    | Dani Carvajal       | 28            | 4         | 1             | 0            | 2                  | 1                  | 10              | 1               | 41            | 6        |
| 3                                          | DF    | Éder Militão        | 10            | 0         | 0             | 0            | 0                  | 0                  | 3               | 0               | 13            | 0        |
| 4                                          | DF    | David Alaba         | 14            | 0         | 0             | 0            | 0                  | 0                  | 3               | 0               | 17            | 0        |
| 5                                          | MF    | Jude Bellingham     | 28            | 19        | 1             | 0            | 2                  | 0                  | 11              | 4               | 42            | 23       |
| 6                                          | DF    | Nacho               | 29            | 0         | 2             | 0            | 2                  | 0                  | 12              | 0               | 45            | 0        |
| 7                                          | FW    | Vinícius Jr.        | 26            | 15        | 1             | 0            | 2                  | 3                  | 10              | 6               | 39            | 24       |
| 8                                          | MF    | Toni Kroos          | 33            | 1         | 1             | 0            | 2                  | 0                  | 12              | 0               | 48            | 1        |
| 10                                         | MF    | Luka Modrić         | 32            | 2         | 1             | 0            | 2                  | 0                  | 11              | 0               | 46            | 2        |
| 11                                         | FW    | Rodrygo             | 34            | 10        | 2             | 1            | 2                  | 1                  | 13              | 5               | 51            | 17       |
| 12                                         | MF    | Eduardo Camavinga   | 31            | 0         | 2             | 0            | 2                  | 0                  | 11              | 0               | 46            | 0        |
| 13                                         | GK    | Andrij Lunyin       | 21            | 0         | 1             | 0            | 1                  | 0                  | 8               | 0               | 31            | 0        |
| 14                                         | FW    | Joselu              | 34            | 10        | 2             | 2            | 2                  | 1                  | 11              | 5               | 49            | 18       |
| 15                                         | MF    | Federico Valverde   | 37            | 2         | 2             | 0            | 2                  | 0                  | 13              | 1               | 53            | 3        |
| 17                                         | DF    | Lucas Vázquez       | 29            | 3         | 0             | 0            | 0                  | 0                  | 9               | 0               | 38            | 3        |
| 18                                         | MF    | Aurélien Tchouaméni | 27            | 3         | 1             | 0            | 2                  | 0                  | 8               | 0               | 38            | 3        |
| 19                                         | MF    | Dani Ceballos       | 20            | 0         | 2             | 0            | 2                  | 0                  | 3               | 1               | 27            | 1        |
| 20                                         | DF    | Fran García         | 25            | 1         | 2             | 0            | 0                  | 0                  | 4               | 0               | 31            | 1        |
| 21                                         | FW    | Brahim Díaz         | 31            | 8         | 2             | 1            | 2                  | 1                  | 9               | 2               | 44            | 12       |
| 22                                         | DF    | Antonio Rüdiger     | 33            | 1         | 1             | 0            | 2                  | 1                  | 12              | 0               | 48            | 2        |
| 23                                         | DF    | Ferland Mendy       | 23            | 0         | 1             | 0            | 2                  | 1                  | 11              | 0               | 37            | 1        |
| 24                                         | MF    | Arda Güler          | 10            | 6         | 1             | 0            | 1                  | 0                  | 0               | 0               | 12            | 6        |
| 25                                         | GK    | Kepa Arrizabalaga   | 14            | 0         | 1             | 0            | 1                  | 0                  | 4               | 0               | 20            | 0        |
| 28                                         | MF    | Mario Martín        | 2             | 0         | 1             | 0            | 0                  | 0                  | 0               | 0               | 3             | 0        |
| 29                                         | FW    | Álvaro Rodríguez    | 1             | 0         | 1             | 0            | 0                  | 0                  | 0               | 0               | 2             | 0        |
| 32                                         | MF    | Nico Paz            | 4             | 0         | 1             | 0            | 0                  | 0                  | 3               | 1               | 8             | 1        |
| 33                                         | FW    | Gonzalo García      | 2             | 0         | 0             | 0            | 0                  | 0                  | 0               | 0               | 2             | 0        |
| 34                                         | DF    | Álvaro Carrillo     | 0             | 0         | 1             | 0            | 0                  | 0                  | 0               | 0               | 1             | 0        |
| 36                                         | DF    | Vinícius Tobias     | 0             | 0         | 1             | 0            | 0                  | 0                  | 0               | 0               | 1             | 0        |
| Játékosok akik a szezon során igazoltak el |       |                     |               |           |               |              |                    |                    |                 |                 |               |          |
| 16                                         | DF    | Álvaro Odriozola    | 0             | 0         | 0             | 0            | 0                  | 0                  | 0               | 0               | 0             | 0        |

### Góllövőlista
Legutóbb frissítve: 2024. június 01-jén.
| #        | Mezszám  | Poszt              | Játékos neve        | La Liga | Spanyol kupa | Spanyol szuperkupa | Bajnokok ligája | Összesen |
| -------- | -------- | ------------------ | ------------------- | ------- | ------------ | ------------------ | --------------- | -------- |
| 1        | 7        | csatár             | Vinícius Júnior     | 15      | 0            | 3                  | 6               | 24       |
| 2        | 5        | középpályás        | Jude Bellingham     | 19      | 0            | 0                  | 4               | 23       |
| 3        | 14       | csatár             | Joselu              | 10      | 2            | 1                  | 5               | 18       |
| 4        | 11       | csatár             | Rodrygo             | 10      | 1            | 1                  | 5               | 17       |
| 5        | 21       | középpályás/csatár | Brahim Díaz         | 8       | 1            | 1                  | 2               | 12       |
| 6        | 2        | hátvéd             | Carvajal            | 4       | 0            | 1                  | 1               | 6        |
| 6        | 24       | középpályás        | Arda Güler          | 6       | 0            | 0                  | 0               | 6        |
| 8        | 18       | középpályás        | Aurélien Tchouaméni | 3       | 0            | 0                  | 0               | 3        |
| 8        | 15       | középpályás        | Federico Valverde   | 2       | 0            | 0                  | 1               | 3        |
| 8        | 17       | hátvéd/csatár      | Lucas Vázquez       | 3       | 0            | 0                  | 0               | 3        |
| 11       | 10       | középpályás        | Luka Modrić         | 2       | 0            | 0                  | 0               | 2        |
| 11       | 22       | hátvéd             | Antonio Rüdiger     | 1       | 0            | 1                  | 0               | 2        |
| 13       | 19       | középpályás        | Dani Ceballos       | 0       | 0            | 0                  | 1               | 1        |
| 13       | 20       | hátvéd             | Fran García         | 1       | 0            | 0                  | 0               | 1        |
| 13       | 8        | középpályás        | Toni Kroos          | 1       | 0            | 0                  | 0               | 1        |
| 13       | 23       | hátvéd             | Ferland Mendy       | 0       | 0            | 1                  | 0               | 1        |
| 13       | 32       | középpályás        | Nico Paz            | 0       | 0            | 0                  | 1               | 1        |
| Öngólok  | Öngólok  | Öngólok            | Öngólok             | 2       | 1            | 2                  | 0               | 5        |
| Összesen | Összesen | Összesen           | Összesen            | 87      | 5            | 9                  | 28              | 129      |

### Gólpasszok
Legutóbb frissítve: 2024. január 03-án lett.
| #        | Mezszám     | Poszt              | Játékos neve      | La Liga | Spanyol kupa | Spanyol szuperkupa | Bajnokok ligája | Összesen |   |   |   |   |
| -------- | ----------- | ------------------ | ----------------- | ------- | ------------ | ------------------ | --------------- | -------- | - | - | - | - |
| #        | Mezszám     | Poszt              | Játékos neve      | 1       | 11           | csatár             | Rodrygo Goes    | 4        | 0 | 0 | 2 | 6 |
| 8        | középpályás | Toni Kroos         | 6                 | 1       | 0            | 0                  | 0               | 6        |   |   |   |   |
| 3        | 5           | középpályás        | Jude Bellingham   | 3       | 0            | 0                  | 2               | 5        |   |   |   |   |
| 4        | 20          | hátvéd             | Fran García       | 3       | 0            | 0                  | 1               | 4        |   |   |   |   |
| 4        | 10          | középpályás        | Luka Modrić       | 4       | 0            | 0                  | 0               | 4        |   |   |   |   |
| 5        | 7           | csatár             | Vinícius          | 1       | 0            | 0                  | 2               | 3        |   |   |   |   |
| 5        | 17          | hátvéd/csatár      | Lucas Vázquez     | 2       | 0            | 0                  | 1               | 3        |   |   |   |   |
| 8        | 14          | csatár             | Joselu            | 2       | 0            | 0                  | 0               | 2        |   |   |   |   |
| 8        | 2           | hátvéd             | Daniel Carvajal   | 2       | 0            | 0                  | 0               | 2        |   |   |   |   |
| 8        | 15          | középpályás        | Federico Valverde | 2       | 0            | 0                  | 0               | 2        |   |   |   |   |
| 8        | 4           | hátvéd             | David Alaba       | 2       | 0            | 0                  | 0               | 2        |   |   |   |   |
| 12       | 22          | hátvéd             | Antonio Rüdiger   | 1       | 0            | 0                  | 0               | 1        |   |   |   |   |
| 12       | 12          | középpályás        | Eduardo Camavinga | 0       | 0            | 0                  | 1               | 1        |   |   |   |   |
| 12       | 21          | középpályás/csatár | Brahim Díaz       | 2       | 0            | 0                  | 0               | 2        |   |   |   |   |
| Összesen | Összesen    | Összesen           | Összesen          | 34      | 0            | 0                  | 9               | 43       |   |   |   |   |

### Lapok
Legutóbb frissítve: 2024. január 03-án lett.
| #        | Mezszám  | Poszt         | Játékos neve        | La Liga   | La Liga                              | La Liga   | Spanyol kupa | Spanyol kupa                         | Spanyol kupa | Spanyol szuperkupa | Spanyol szuperkupa                   | Spanyol szuperkupa | Bajnokok ligája | Bajnokok ligája                      | Bajnokok ligája | Összesen  | Összesen                             | Összesen  |
| #        | Mezszám  | Poszt         | Játékos neve        | Sárga lap | sárga lap · 2. sárga lap · kiállítva | kiállítva | Sárga lap    | sárga lap · 2. sárga lap · kiállítva | kiállítva    | Sárga lap          | sárga lap · 2. sárga lap · kiállítva | kiállítva          | Sárga lap       | sárga lap · 2. sárga lap · kiállítva | kiállítva       | Sárga lap | sárga lap · 2. sárga lap · kiállítva | kiállítva |
| -------- | -------- | ------------- | ------------------- | --------- | ------------------------------------ | --------- | ------------ | ------------------------------------ | ------------ | ------------------ | ------------------------------------ | ------------------ | --------------- | ------------------------------------ | --------------- | --------- | ------------------------------------ | --------- |
| 1        | 6        | hátvéd        | Nacho               | 1         | 0                                    | 2         | 0            | 0                                    | 0            | 0                  | 0                                    | 0                  | 1               | 0                                    | 0               | 2         | 0                                    | 2         |
| 2        | 22       | hátvéd        | Antonio Rüdiger     | 7         | 0                                    | 0         | 0            | 0                                    | 0            | 0                  | 0                                    | 0                  | 0               | 0                                    | 0               | 7         | 0                                    | 0         |
| 3        | 5        | középpályás   | Jude Bellingham     | 4         | 0                                    | 0         | 0            | 0                                    | 0            | 0                  | 0                                    | 0                  | 2               | 0                                    | 0               | 6         | 0                                    | 0         |
| 4        | 12       | középpályás   | Eduardo Camavinga   | 3         | 0                                    | 0         | 0            | 0                                    | 0            | 0                  | 0                                    | 0                  | 2               | 0                                    | 0               | 5         | 0                                    | 0         |
| 4        | 18       | középpályás   | Aurélien Tchouaméni | 4         | 0                                    | 0         | 0            | 0                                    | 0            | 0                  | 0                                    | 0                  | 1               | 0                                    | 0               | 5         | 0                                    | 0         |
| 6        | 4        | hátvéd        | David Alaba         | 2         | 0                                    | 0         | 0            | 0                                    | 0            | 0                  | 0                                    | 0                  | 1               | 0                                    | 0               | 3         | 0                                    | 0         |
| 7        | 8        | középpályás   | Toni Kroos          | 2         | 0                                    | 0         | 0            | 0                                    | 0            | 0                  | 0                                    | 0                  | 0               | 0                                    | 0               | 2         | 0                                    | 0         |
| 7        | 25       | kapus         | Kepa Arrizabalaga   | 1         | 0                                    | 0         | 0            | 0                                    | 0            | 0                  | 0                                    | 0                  | 1               | 0                                    | 0               | 2         | 0                                    | 0         |
| 7        | 7        | csatár        | Vinícius            | 2         | 0                                    | 0         | 0            | 0                                    | 0            | 0                  | 0                                    | 0                  | 0               | 0                                    | 0               | 2         | 0                                    | 0         |
| 7        | 23       | középpályás   | Ferland Mendy       | 2         | 0                                    | 0         | 0            | 0                                    | 0            | 0                  | 0                                    | 0                  | 0               | 0                                    | 0               | 2         | 0                                    | 0         |
| 11       | 2        | hátvéd        | Daniel Carvajal     | 1         | 0                                    | 0         | 0            | 0                                    | 0            | 0                  | 0                                    | 0                  | 0               | 0                                    | 0               | 1         | 0                                    | 0         |
| 11       | 10       | középpályás   | Luka Modrić         | 1         | 0                                    | 0         | 0            | 0                                    | 0            | 0                  | 0                                    | 0                  | 0               | 0                                    | 0               | 1         | 0                                    | 0         |
| 11       | 17       | hátvéd/csatár | Lucas Vázquez       | 0         | 0                                    | 0         | 0            | 0                                    | 0            | 0                  | 0                                    | 0                  | 1               | 0                                    | 0               | 1         | 0                                    | 0         |
| 11       | 20       | hátvéd        | Fran García         | 1         | 0                                    | 0         | 0            | 0                                    | 0            | 0                  | 0                                    | 0                  | 0               | 0                                    | 0               | 1         | 0                                    | 0         |
| 11       | 15       | középpályás   | Federico Valverde   | 1         | 0                                    | 0         | 0            | 0                                    | 0            | 0                  | 0                                    | 0                  | 0               | 0                                    | 0               | 1         | 0                                    | 0         |
| 11       | 19       | középpályás   | Ceballos            | 1         | 0                                    | 0         | 0            | 0                                    | 0            | 0                  | 0                                    | 0                  | 0               | 0                                    | 0               | 1         | 0                                    | 0         |
| 11       | 11       | csatár        | Rodrygo             | 1         | 0                                    | 0         | 0            | 0                                    | 0            | 0                  | 0                                    | 0                  | 0               | 0                                    | 0               | 1         | 0                                    | 0         |
| 11       | 13       | kapus         | Andrij Lunyin       | 1         | 0                                    | 0         | 0            | 0                                    | 0            | 0                  | 0                                    | 0                  | 0               | 0                                    | 0               | 1         | 0                                    | 0         |
| Összesen | Összesen | Összesen      | Összesen            | 35        | 0                                    | 2         | 0            | 0                                    | 0            | 0                  | 0                                    | 0                  | 9               | 0                                    | 0               | 44        | 0                                    | 2         |

### Kapusteljesítmények
Az alábbi táblázatban a csapat kapusainak teljesítményét tüntettük fel.
A felkészülési mérkőzéseket nem vettük figyelembe.
Legutóbb frissítve: 2024. január 06-án lett.
| Helyezés | Kapus             | Bajnokság        | Bajnokság         | Spanyol Kupa    | Spanyol Kupa      | Bajnokok Ligája | Bajnokok Ligája   | Egyéb           | Egyéb             | Összesen        | Összesen          |
| Helyezés | Kapus             | Összes mérkőzést | Ebből gól nélküli | Összes mérkőzés | Ebből gól nélküli | Összes mérkőzés | Ebből gól nélküli | Összes mérkőzés | Ebből gól nélküli | Összes mérkőzés | Ebből gól nélküli |
| -------- | ----------------- | ---------------- | ----------------- | --------------- | ----------------- | --------------- | ----------------- | --------------- | ----------------- | --------------- | ----------------- |
| 1        | Kepa Arrizabalaga | 11               | 6                 | 1               | 0                 | 4               | 1                 | 0               | 0                 | 16              | 7                 |
| 2        | Andrij Lunyin     | 8                | 4                 | 0               | 0                 | 2               | 1                 | 0               | 0                 | 10              | 5                 |
| összesen |                   | 19               | 10                | 1               | 0                 | 6               | 2                 | 0               | 0                 | 26              | 12                |

## Díjak

### A hónap edzője a La Ligában
| Hónap     | La Liga edzője | La Liga edzője  | Jegyzet |
| Hónap     | Nemzet         | Név             | Jegyzet |
| --------- | -------------- | --------------- | ------- |
| augusztus | olasz          | Carlo Ancelotti | [ 38 ]  |
| április   | olasz          | Carlo Ancelotti | [ 39 ]  |

### A hónap játékosa a La Ligába
| Hónap      | La Liga játékos  | La Liga játékos               | Jegyzet |
| Hónap      | Nemzet           | Név                           | Jegyzet |
| ---------- | ---------------- | ----------------------------- | ------- |
| augusztus  | angol            | Jude Bellingham               | [ 40 ]  |
| szeptember | spanyol uruguayi | Fran García Federico Valverde | [ 41 ]  |

### A hónap játékosa a Mauchonál
| Hónap                        | Maucho játékos | Maucho játékos  | Jegyzet              |
| Hónap                        | Nemzet         | Név             | Jegyzet              |
| ---------------------------- | -------------- | --------------- | -------------------- |
| augusztus szeptember október | angol          | Jude Bellingham | [ 42 ] [ 43 ] [ 44 ] |
| november                     | brazil         | Rodrygo Goes    | [ 45 ]               |
| december                     | marokkói       | Brahim Díaz     | [ 46 ]               |

### Raymond Kopa-díj
| Év   | Raymond Kopa-díj | Raymond Kopa-díj | Jegyzet |
| Év   | Nemzet           | Név              | Jegyzet |
| ---- | ---------------- | ---------------- | ------- |
| 2023 | angol            | Jude Bellingham  | [ 47 ]  |

### Sócrates-díj
| Év   | Sócrates-díj     | Sócrates-díj | Jegyzet |
| Év   | Nemzet           | Név          | Jegyzet |
| ---- | ---------------- | ------------ | ------- |
| 2023 | - brazil-spanyol | Vinícius     | [ 48 ]  |

### FIFA-díjai (2023)
| Díj                 | Nemzet           | Név              | Jegyzet |
| ------------------- | ---------------- | ---------------- | ------- |
| Az év férfi csapata | belga            | Thibaut Courtois |         |
| Az év férfi csapata | angol            | Jude Bellingham  |         |
| Az év férfi csapata | - brazil-spanyol | Vinícius         |         |